# شهرستان تونگجیانگ
شهرستان تونگجیانگ (به لاتین: Tongjiang County) یکی از شهرستان‌های جمهوری خلق چین است که در باژانگ واقع شده‌است.